# سطح فرمی
سطح فرمی در فیزیک مادۀ چگال، سطحی در شبکۀ معکوس است که در دمای صفر کلوین، حالات (سطوح انرژی) الکترونی پُر و خالی را از هم جدا می‌کند. شکل سطح فرمی از تناوب و تقارن شبکۀ بلوری و پُرشدگی نوارهای انرژی نشأت می‌گیرد. وجود سطح فرمی نتیجۀ مستقیم اصل طرد پائولی است که بیان می‌کند یک حالت کووانتومی نمی‌تواند پذیرای بیش از یک الکترون باشد. از مطالعۀ سطوح فرمی مواد با عنوان فرمیولوژی یاد می‌شود.

## نظریه

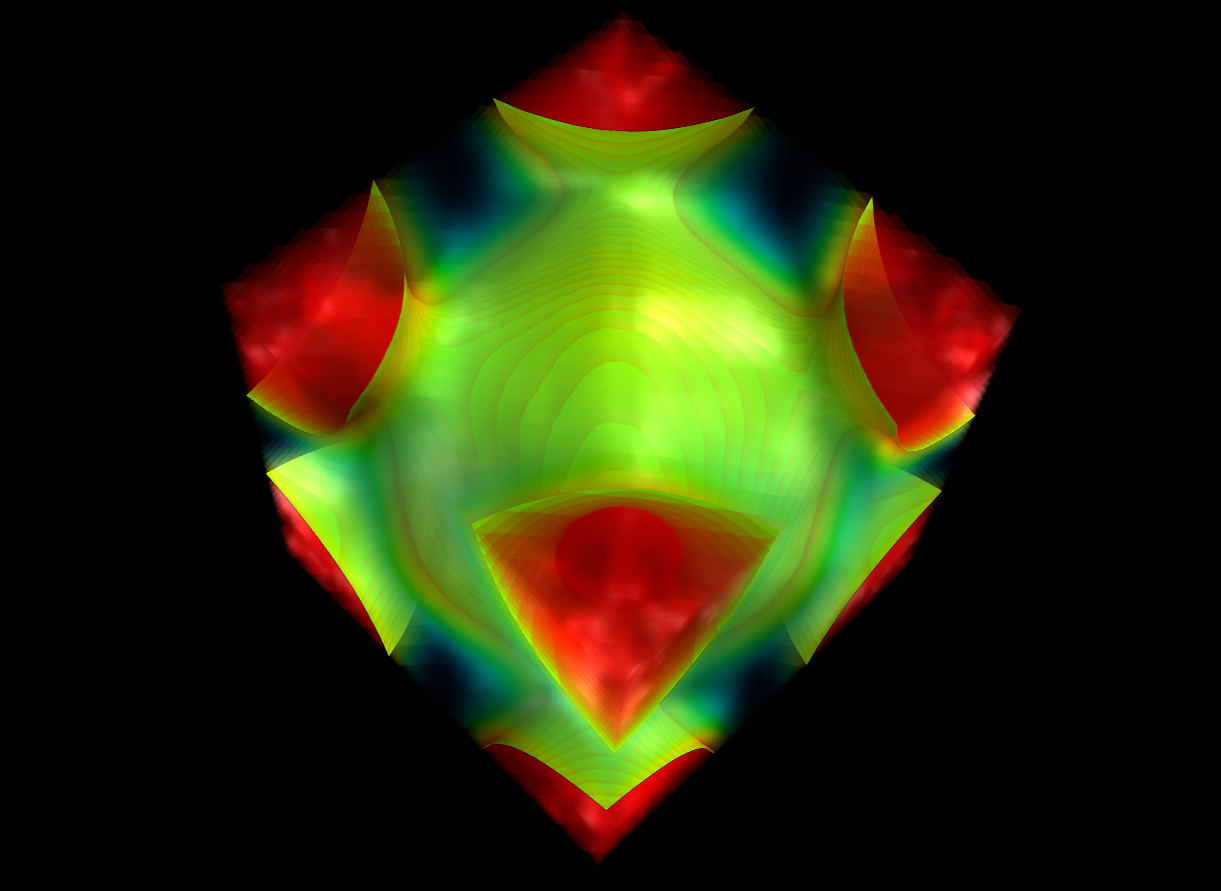
شکل 1. سطح فرمی و چگالی تکانۀ الکترون مس در حالت ناحیۀ کاهش‌یافته، اندازه‌گیری شده با ACAR دوبعدی

یک گاز فرمی آرمانی بدون اسپین را که از N ذره تشکیل شده است در نظر بگیرید. بر اساس آمار فرمی‑دیراکی، عدد پُرشدگی میانگین یک حالت با انرژی {\displaystyle \epsilon _{i}} از رابطۀ زیر به‌دست می‌آید؛
{\displaystyle \langle n_{i}\rangle ={\frac {1}{e^{(\epsilon _{i}-\mu )/k_{\rm {B}}T}+1}},}
که در آن،
- {\displaystyle \left\langle n_{i}\right\rangle } عدد پُرشدگی میانگین حالت {\displaystyle i^{th}} است.
- {\displaystyle \epsilon _{i}} انرژی جنبشی حالت {\displaystyle i^{th}} است.
- {\displaystyle \mu } پتانسیل شیمیایی (در دمای صفر کلوین؛ برابر انرژی فرمی، {\displaystyle E_{\rm {F}}} است و بیشینۀ انرژی جنبشی است که ذره می‌تواند داشته باشد) است.
- {\displaystyle T} دمای مطلق است.
- {\displaystyle k_{\rm {B}}} ثابت بولتزمن است.

فرض می‌کنیم T به صفر میل می‌کند. آنگاه داریم:
{\displaystyle \left\langle n_{i}\right\rangle \to {\begin{cases}1&(\epsilon _{i}<\mu )\\0&(\epsilon _{i}>\mu )\end{cases}}.}
طبق اصل طرد پائولی، هیچ دو فرمیونی نمی‌توانند در یک حالت باشند. لذا، در حالت متناظر با کم‌ترین انرژی، ذرات ترازهای انرژی پایین‌تر از انرژی فرمی را پر می‌کنند. به عبارت دیگر، EF سطحی از انرژی است که پایین‌تر از آن دقیقاً  حالت وجود دارد.
در فضای تکانه، این ذرات کره‌ای به شعاع kF را پر می‌کنند. پوستۀ این کره سطح فرمی نامیده می‌شود.
رفتار خطی یک فلز در قبال شیب‌های الکتریکی، مغناطیسی یا گرمایی تابعی است از شکل سطح فرمی آن؛ چراکه جریان‌ها نتیجۀ تغییراتی هستند که در پرشدگی حالات نزدیک به انرژی فرمی رخ می‌دهد. در شبکۀ معکوس، سطح فرمی یک گاز فرمی آرمانی کره‌ای است به شعاع kF؛ به نحوی که
{\displaystyle k_{\rm {F}}={\frac {p_{\rm {F}}}{\hbar }}={\frac {\sqrt {2mE_{\rm {F}}}}{\hbar }}}
که در آن، ħ ثابت پلانک کاهش‌یافته است و به غلظت الکترون‌های نوار ظرفیت وابستگی دارد. ماده‌ای که در آن، تراز فرمی درون شکاف بین نوارهای انرژی قرار بگیرد، بسته به پهنای شکاف، یک نارسانا یا نیم‌رسانا است. در صورتی که تراز فرمی ماده‌ای در شکاف‌های بین نواری قرار بگیرد، سطح فرمی وجود نخواهد داشت.

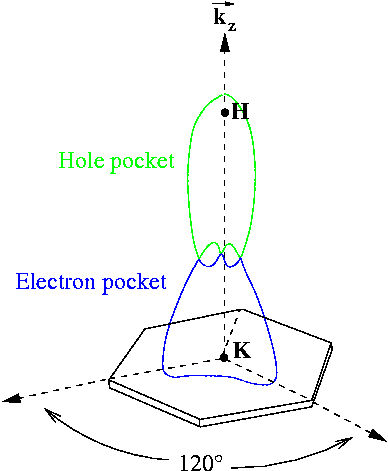
شکل 2. نمایی از سطح فرمی گرافیت در گوشه‌های H ناحیۀ بریلویین. تقارن تریگونال پاکت‌های الکترونی و حفره‌ای.

موادی که ساختارهای بلوری پیچیده‌ای دارند، می‌توانند سطوح فرمی پیچیده‌ای نیز داشته باشند. شکل 2 سطح فرمی ناهمسانگرد گرافیت را نشان می‌دهد که هم پاکت‌ الکترونی و هم پاکت حفره‌ای دارد (آنچه که از آن با عنوان پاکت یاد می‌شود، تصاویر دوبعدی یا کانتورهای از سطح فرمی هستند). این مسئله از گذر نوارهای مختلف از تراز فرمی در جهت kz ناشی می‌شود. معمولاً در فلزها، شعاع سطح فرمی از ناحیۀ بریلویین اول بزرگ‌تر است؛ لذا ممکن است بخشی از سطح فرمی در ناحیۀ بریلویین دوم (یا بیش‌تر) قرار گیرد. از دیدگاه ساختار نواری، سطح فرمی را هم می‌توان به‌حالت ناحیۀ گسترده - که در آن k می‌تواند مقادیر بزرگ دلخواه داشته باشد - نشان داد و هم به‌حالت ناحیۀ کاهش‌یافته که در آن بردارهای موج پیمانه‌هایی از 2π/a هستند (این مقدار برای حالت یک‌بعدی صادق است؛ a برابر است با ثابت شبکه.) در حالت سه‌بعدی ناحیۀ کاهش‌یافته، از هر بردار موج  kای، تعداد کافی بردار  K کم می‌شود؛ به‌نحوی که فاصلۀ بردار k جدید از مرکز مختصات فضای بردار موج (یا شبکۀ معکوس)، از فاصلۀ آن با هر بردار Kای کم‌تر است. جامداتی که در تراز فرمی چگالی حالات بالایی دارند، در دماهای پایین ناپایدار می‌شوند و به تشکیل حالات پایه تمایل پیدا می‌کنند که در آن‌ها انرژی چگالش از ایجاد شکافی در سطح فرمی تأمین می‌شود. ابررسانایی، فرومغناطش، اعوجاج جان‑تلر و امواج چگالی اسپین مثال‌هایی از این حالات پایه هستند.
پرشدگی حالات فرمیون‌ها، همانند الکترون‌ها، تابع آمار فرمی‑دیراکی است؛ لذا در دماهای عادی، سطح فرمی پهن می‌شود. اصولاً، پرشدگی تمام ترازهای انرژی فرمیون‌ها به سطح فرمی مقید است؛ هرچند مفهوم سطح فرمی خارج از فیزیک مادۀ چگال چندان کاربرد ندارد.

## محاسبه تجربی
سطوح فرمی الکترونی از طریق مشاهدۀ نواسانات خواص انتقالی تحت میدان مغناطیسی {\displaystyle H} اندازه‌گیری شده است؛ برای این رویکرد می‌توان روش‌های مبتنی بر اثر هاس‑ون‌آلفن (dHvA) و اثر شوبنیکوف‑دوهاس (SdH) را مثال زد. مورد اول نوسان در حساسیت مغناطیسی و مورد دوم در مقاومت الکتریکی است. این نواسانات تناوبی و نسبت به H-1 هستند و در نتیجۀ پیمانه‌ای شدن سطوح انرژی در صفحۀ عمود بر میدان مغناطیسی رُخ می‌دهند؛ این پدیده اولین بار توسط لِو لاندو پیش‌بینی شد. این حالات جدید ترازهای لاندو خوانده می‌شوند و مقادیر انرژی برابر با ħωc از هم جدا شده‌اند. فرکانس سیکلوترون از رابطه ωc=eH/m*c به‌دست می‌آید که در آن e بار الکترون، *m جرم مأثر الکترون و c سرعت نور است. در یک بررسی معروف، لارس اُنساگر ثابت کرد که دورۀ نوسان ΔH از طریق رابطۀ زیر به سطح مقطع سطح فرمی عمود بر جهت میدان A مغناطیسی وابسته است.
{\displaystyle A_{\perp }={\frac {2\pi e\Delta H}{\hbar c}}}
لذا از این طریق، می‌توان با تعیین دوره‌های نوسان برای جهات مختلف میدان‌های اعمالی، سطح فرمی را ترسیم کرد. مشاهدۀ نواسانات dHvA و SdH نیازمند میدان‌های مغناطیسی بزرگ است؛ به‌نحوی که محیط مدار سیکلوترون از میانگین مسافت آزاد کوچک‌تر باشد. لذا، آزمایش‌های dHvA و SdH معمولاً در تأسیسات میدان‌بالایی همچون آزمایشگاه میدان‌مغناطیسی‌بزرگ در هلند، آزمایشگاه میدان‌مغناطیسی‌بزرگ گرونوبل در فرانسه، آزمایشگاه مغناطیسی سوکوبا در ژاپن یا آزمایشگاه ملی میدان‌مغناطیسی‌بزرگ در ایالات متحده صورت می‌گیرد.

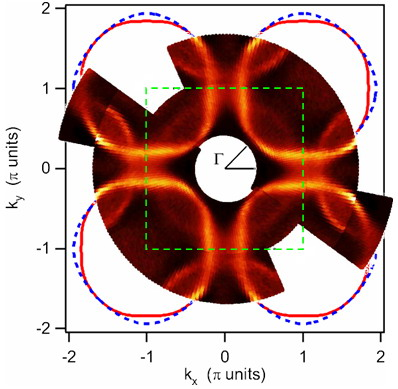
شکل 3. سطح فرمی BSCCO محاسبه‌شده با ARPES. داده‌های تجربی با استفاده از رنگ‌های زرد، قرمز و سیاه نشان داده شده است. نقطه‌چین سبز ناحیۀ بریلویین مربوط به صفحۀ متناظر CuO_{2} را در BSCCO نشان می‌دهد.

مستقیم‌ترین روش تجربی برای بررسی ساختار الکترونی بلورها در فضای انرژی‑تکانه و به‌دنبال آن، سطح فرمی، طیف‌سنجی فتوالکترونی زاویه‌ای (ARPES) است. نمونه‌ای از سطح فرمی کوپرات‌های ابررسانا که با ARPES به‌دست آمده است، در شکل 3 نشان داده شده است.
با استفاده از نابودی پوزیترون نیز می‌توان سطح فرمی را مشخص کرد؛ فرآیند نابودی تکانۀ ذرۀ اولیۀ را حفظ می‌کند (بقای تکانه). با توجه به اینکه یک پوزیترون در یک جامد قبل از نابودی ترمالیزه می‌شود (یعنی از طریق برهم‌کنش با سایر ذرات به تعادل گرمایی می‌رسد)، تابش حاصل از نابودی حامل اطلاعاتی دربارۀ تکانۀ الکترون خواهد بود. روش تجربی مربوطه رابطۀ زاویه‌ای تابش نابودی الکترون‑پوزیترون (ACAR) نامیده می‌شود؛ چراکه انحراف زاویه‌ای هر دو پیمانۀ نابودی را از 180 درجه اندازه‌گیری می‌کند. از این طریق می‌توان چگالی تکانۀ الکترون را اندازه گرفت و سطح فرمی را مشخص کرد. همچنین، با استفاده از پوزیترون‌های اسپین‑قطبیده می‌توان توزیع تکانه را برای دو حالت اسپینی در مواد مغناطیده به‌دست آورد. ACAR نسبت به سایر روش‌های تجربی نقاط قوت و ضعف بسیاری دارد؛ به‌عنوان مثال، عملکرد آن به شرایط UHV، دماهای بسیار پایین، میدان‌های مغناظیسی بسیار شدید و به‌کارگیری آلیاژهای کاملاً منظم وابسته نیست. با این حال، ACAR مستلزم به‌کارگیری نمونه‌هایی غلظت جای خالی پایین است؛ چراکه جاهای خالی به‌شکلی مؤثر پوزیترون‌ها را به دام می‌اندازند.
1. ↑  Dugdale, S. B. (2016-04). "Life on the edge: a beginner's guide to the Fermi surface". Physica Scripta (به انگلیسی). 91 (5): 053009. doi:10.1088/0031-8949/91/5/053009. ISSN 1402-4896. {{cite journal}}: Check date values in: |date= (help)
2. ↑  Ashcroft, Neil W.; Mermin, N. David (1976). Solid state physics. Fort Worth Philadelphia San Diego [etc.]: Saunders college publ. ISBN 978-0-03-083993-1.
3. ↑  Harrison, Walter Ashley (1989). Electronic structure and the properties of solids: the physics of the chemical bond. New York: Dover. ISBN 978-0-486-66021-9.
4. ↑  "3D (VRML) Fermi Surface Database". www.phys.ufl.edu. Retrieved 2023-12-18.
5. ↑  Weber, J A; Böni, P; Ceeh, H; Leitner, M; Hugenschmidt, Ch (2013-06-10). "First 2D-ACAR Measurements on Cu with the new Spectrometer at TUM". Journal of Physics: Conference Series. 443: 012092. doi:10.1088/1742-6596/443/1/012092. ISSN 1742-6596.
6. ↑  Reif, Frederick (1998). Fundamentals of statistical and thermal physics. McGraw-Hill series in fundamentals of physics (43. [pr.] ed.). New York: McGraw-Hill. ISBN 978-0-07-051800-1.